# Hoplia chinensis
Hoplia chinensis är en skalbaggsart som beskrevs av S. Endrödi 1952. Hoplia chinensis ingår i släktet Hoplia och familjen Melolonthidae. Inga underarter finns listade i Catalogue of Life.